# Colégio Nacional Enrique Nvó Okenve
O Colégio Nacional Enrique Nvó Okenve é uma instituição de ensino superior pública da Guiné Equatorial. O colégio superior possui dois campi, um com sede na cidade de Bata e outro em Malabo.
Foi originalmente criado em 1959, sob a administração colonial espanhola, com o nome de Centro Laboral La Salle de Bata. Após a independência em 1968, a escola mudou seu nome para sua forma atual em homenagem a Enrique Nvó Okenve, um dos heróis da luta de independência da Guiné Equatorial, possivelmente morto nos Camarões por ordem do governador colonial Faustino Ruiz González, em 1959.
Após muitos anos degradado, a renovação dos campus de Malabo e Bata foram patrocinados pela Agência dos Estados Unidos para o Desenvolvimento Internacional (USAID).